# Шубников, Кирилл Степанович
Кири́лл Степа́нович Шу́бников (16 июня 1916, Кочкурово — 1 марта 1993, там же) — командир расчёта миномётной роты 287-го стрелкового полка, старший сержант — на момент представления к награждению орденом славы 1-й степени.

## Биография
Родился 16 июня 1916 года в селе Кочкурово (ныне — центр Кочкуровского района Мордовии). Мордвин. Работал мотористом в колхозе.
Осенью 1940 года был призван в Красную Армию. В учебном полку получил специальность минометчика. Весной 1941 года по собственной просьбе был направлен в учебный автобатальон. Хотел получить мирную профессию, нужную в своем селе, но помешала война.
Первый бой принял в июне 1941 года у западной границы в Литве. С группой бойцов с боями выходил из окружения. После выхода к своим был зачислен в минометный расчет подносчиком мин, затем третьим номером, наводчиком. Воевал на Северо-Западном фронте. В августе 1942 года приказом по войскам 1-й ударной армии за храбрость и самоотверженность в боях под Старой Руссой и Новгородом награждён медалью «За отвагу». В 1942 году вступил в ВКП/КПСС.
Весной 1943 года сержант Шубников был назначен командиром минометного расчета в 287-й стрелковый полк 51-й стрелковой дивизии. В составе этой части прошел до конца войны. Воевал на 1-м Прибалтийском и 3-м Белорусском фронтах.
С началом Белорусской операции после прорыва обороны противника дивизия развернула активные боевые действия на Витебском направлении.
Расчет старшего сержанта Шубникова, продвигаясь в боевых порядках пехоты, уничтожил или подавил около десятка огневых точек противника. 24 июня в бою за опорный пункт в районе деревне Гребенцы уничтожил огневую точку противника. 25 июня у деревни Залесье подавил вражеский миномет. 30 июля в бою в 55 км юго-западнее города Даугавпилс вывел из строя противотанковое орудие, пулемет и свыше 10 солдат и офицеров противника.
Приказом по 22-му гвардейскому стрелковому корпусу от 26 августа 1944 года старший сержант Шубников Кирилл Степанович награждён орденом Славы 3-й степени.
В боях осенью 1944 года, по свидетельству командира 287-го стрелкового полка, старший сержант Шубников проявил исключительное мужество и самоотверженность. Командир, представляя его к награде, писал: «5-6 октября 1944 года при штурме опорных пунктов в районе Гражи, Гумоской, Зубрели и Папиле товарищ Шубников, невзирая на сильный артиллерийско-минометный и пулеметный огонь, действовал в боевых порядках пехоты и огнём из своего миномета поддерживал атакующие подразделения, подавил несколько огневых точек противника и истребил не менее 15 вражеских солдат. В этом бою тов. Шубников был контужен, но не ушел с поля боя до полного выполнения боевой задачи.»
Приказом по войскам 6-й гвардейской армии от 19 октября 1944 года старший сержант Шубников Кирилл Степанович награждён орденом Славы 2-й степени.
В феврале и марте 1945 года 51-я стрелковая дивизия принимала участие в разгроме восточно-прусской группировки противника.
Старший сержант Шубников в этих боях снова отличился. 23 февраля в бою за опорный, пункт Тольксдорф расчет Шубникова, действуя в боевых порядках пехоты, уничтожил 2 станковых пулемета с расчетами и десятки вражеских солдат. 2 марта в бою за населенный пункт Шёнау командир расчета лично засек двух вражеских снайперов и меткими выстрелами из миномета уничтожил их. 4 марта в бою за населенный пункт Штраубен уничтожил ручной пулемет с расчетом и свыше 15 вражеских солдат. Своими умелыми, мужественными действиями товарищ Шубников обеспечил успешное овладение этими населенными пунктами.
Указом Президиума Верховного Совета СССР от 19 апреля 1945 года за исключительное мужество, отвагу и бесстрашие, проявленные в боях с вражескими захватчиками старший сержант Шубников Кирилл Степанович награждён орденом Славы 1-й степени. Стал полным кавалером ордена Славы.
Весной 1946 года был демобилизован. Вернулся на родину. Работал мотористом колхозной молотилки, потом машинистом колхозной электростанции. Только через 20 лет, в 1965 году, ветерану был вручен последний боевой орден — Славы 1-й степени. Многие годы до выхода на пенсию работал начальником пилорамы в колхозе «Большевик». Жил в селе Кочкурово. Скончался 1 марта 1993 года.
Награждён орденами Отечественной войны 1-й степени, Славы 3-х степеней, медалями, из них двумя «За отвагу»; знаком «Отличник сельского хозяйства»
В районе создан патриотический поисковый отряд, который носит имя Кирилла Степановича Шубникова. Отряд уже был в поисковой экспедиции в Калужской области.